# 돼지 귀

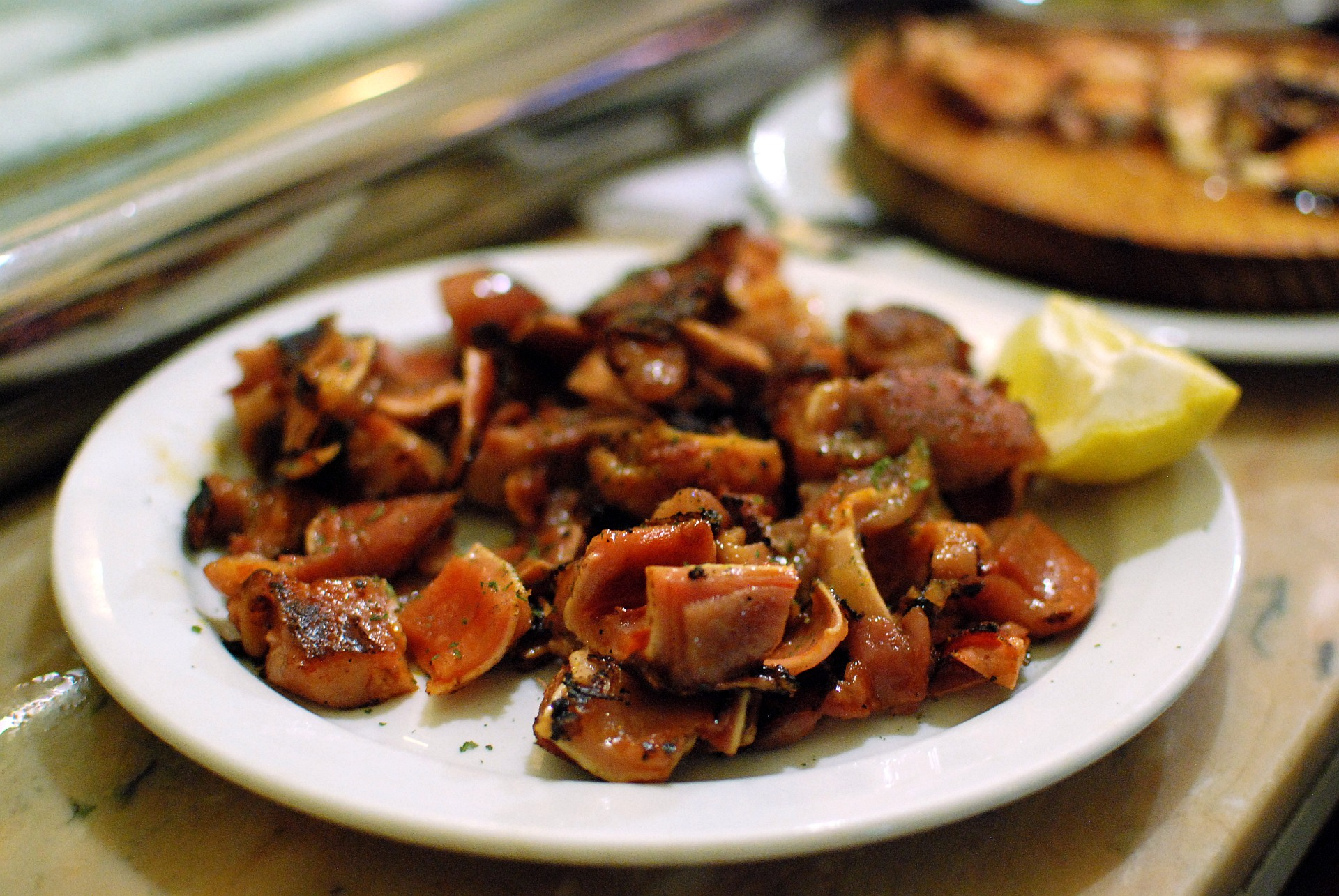
스페인의 돼지 귀 요리

돼지 귀는 돼지의 귀 부분으로, 식용할 땐 깨끗이 씻어 삶아 양념해서 먹는다. 숯불로 구워서 먹기도 한다. 단백질, 콜라겐과 식이섬유가 풍부하다.